# 29674 Raušal
29674 Raušal è un asteroide della fascia principale. Scoperto nel 1998, presenta un'orbita caratterizzata da un semiasse maggiore pari a 2,3913193 au e da un'eccentricità di 0,1952144, inclinata di 3,40624° rispetto all'eclittica.
L'asteroide è dedicato al giurista e astronomo amatoriale cecoslovacco Karel Raušal.